# Fighting (Thin Lizzy)
| Recensione                        | Giudizio        |
| --------------------------------- | --------------- |
| AllMusic                          | [ 1 ]           |
| The New Rolling Stone Album Guide | [ 2 ]           |
| Sputnikmusic                      | 4.0 (Excellent) |
| Dizionario del Pop-Rock           | [ 4 ]           |
| 24.000 dischi                     | [ 5 ]           |

Fighting è il quinto album della band irlandese Thin Lizzy, pubblicato nel settembre del 1975. 
Il disco presenta per la prima volta le sonorità hard rock, folk, pop e blues che porteranno ai successivi successi del gruppo.
Fu comunque il primo album del gruppo a comparire nella classifica britannica, raggiungendo (il 27 settembre 1975) la sessantesima posizione.

## Tracce
Lato A
1. Rosalie – 3:15 (Bob Seger)
2. For Those Who Love to Live – 3:10 (Brian Downey, Phil Lynott)
3. Suicide – 5:15 (Phil Lynott)
4. Wild One – 4:19 (Phil Lynott)
5. Fighting My Way Back – 3:11 (Phil Lynott)

Lato B
1. King's Vengeance – 4:12 (Scott Gorham, Phil Lynott)
2. Spirit Slips Away – 4:50 (Phil Lynott)
3. Silver Dollar – 3:26 (Brian Robertson)
4. Freedom Song – 3:32 (Scott Gorham, Phil Lynott)
5. Ballad of a Hard Man – 3:56 (Scott Gorham)

Edizione doppio CD (Deluxe Expanded Edition) del 2012, pubblicato dalla Mercury Records (2792227)
CD 1
1. Rosalie – 2:59 (Bob Seger)
2. For Those Who Love to Live – 3:10 (Brian Downey, Phil Lynott)
3. Suicide – 5:14 (Phil Lynott)
4. Wild One – 4:19 (Phil Lynott)
5. Fighting My Way Back – 3:13 (Phil Lynott)
6. King's Vengeance – 4:09 (Scott Gorham, Phil Lynott)
7. Spirit Slips Away – 4:42 (Phil Lynott)
8. Silver Dollar – 3:29 (Brian Robertson)
9. Freedom Song – 3:34 (Scott Gorham, Phil Lynott)
10. Ballad of a Hard Man – 3:19 (Scott Gorham)

CD 2
1. Half Castle – 3:39 (Phil Lynott) – B-Side Rosalie
2. Rosalie – 2:57 (Bob Seger) – US Album Mix
3. Half Castle – 3:52 (Phil Lynott) – BBC Session - 29/05/75
4. Rosalie – 3:15 (Bob Seger) – BBC Session - 29/05/75
5. Suicide – 5:19 (Phil Lynott) – BBC Session - 29/05/75
6. Ballad of a Hard Man – 4:08 (Scott Gorham) – False Starts No Vocal
7. Try a Little Harder – 4:08 (Phil Lynott, Brian Robertson) – Alternate Vocal
8. Fighting My Way Back – 3:24 (Phil Lynott) – Rough Mix with Alternate Vocal
9. Song for Jesse – 2:14 (Phil Lynott) – No Vocal
10. Leaving Town – 4:52 (Phil Lynott) – Acoustic, Bass & Drums - No Vocal
11. Blues Boy – 4:34 (Brian Robertson)
12. Leaving Town – 5:52 (Phil Lynott) – Extended Take
13. Spirit Slips Away – 5:31 (Phil Lynott) – Extended Version - Take Four
14. Wild One – 4:18 (Phil Lynott) – No Vocal
15. Bryan's Funky Fazer (Silver Dollar) – 3:38 (Brian Robertson)

## Formazione
- Philip Lynott - voce solista, basso, chitarra acustica (brano: Wild One)
- Scott Gorham - chitarra solista, chitarre
- Brian Robertson - chitarra solista, chitarre, voce
- Brian Downey - batteria, percussioni

Altri Musicisti
- Ian McLagan - piano (brani: Rosalie e Silver Dollar)
- Roger Chapman - voce (brano: Rosalie)

Note aggiuntive
- Philip Lynott - produttore
- Registrazione (e mixaggio) effettuata al Olympic Studios di Londra (Inghilterra)
- Keith Harwood - ingegnere delle registrazioni e del mixaggio
- Jeremy Gee - assistente ingegnere delle registrazioni
- Chris Morrison e Chris O'Donnell - direzione (Vertigo)
- Jack Wood e Ray Rawlings - design album
- Paul Anthony - fotografia copertina frontale album
- Mick Rock - fotografia retrocopertina album
- Steve Brown - ingegnere del remixaggio[10]

## Classifica
Album
| Anno | Classifica            | Posizione raggiunta |
| ---- | --------------------- | ------------------- |
| 1975 | Official Albums Chart | 60                  |